# (434620) 2005 VD
(434620) 2005 VD es un cuerpo menor que forma parte de los centauros y damocloide, descubierto el 1 de noviembre de 2005 por el equipo del Mount Lemmon Survey desde el Observatorio del Monte Lemmon, Arizona, Estados Unidos.
Tiene la segunda órbita más inclinada que cualquier otro objeto conocido en el sistema solar, detrás del cometa extinto 2013 LA2. Fue el objeto conocido con mayor inclinación entre 2005 y 2013.

## Clasificación
2005 VD tiene un semieje mayor más grande que Júpiter y casi cruza la órbita de este cuándo está cerca del perihelion. El Jet Propulsion Laboratory (JPL por su siglas en inglés, Laboratorio de Propulsión a Reacción) lo lista como un centauro actual. Tanto la Deep Ecliptic Survey como El Centro de Planetas Menores lo han catalogado como un centauro (qmin=~5AU) en diferentes épocas. El Observatorio Lowell también lo ha catalogado como un objeto damocloide.

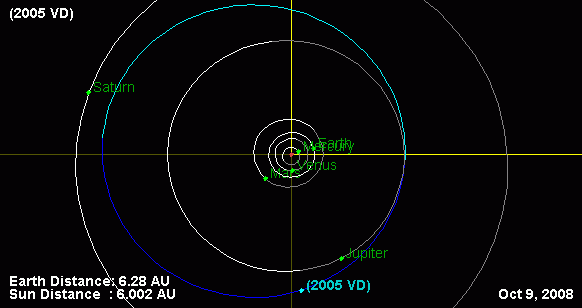
2005 VD tiene un semieje mayor más grande que Júpiter y casi cruza la órbita de este cuándo está cerca del perihelion

El 2005 VD hace acercamientos ocasionales a Júpiter, viniendo solo 0.0817 AU de Júpiter en 1903, 0.0444 AU en 2057, y 0.077 AU en 2093. Sin embargo, la aproximación más cercana  será en la siguiente década y solo será 0.3089 AU el 17 de diciembre de 2022.

## Designación y nombre
Designado provisionalmente como 2005 VD.

## Características orbitales
2005 VD está situado a una distancia media del Sol de 6,664 ua, pudiendo alejarse hasta 8,347 ua y acercarse hasta 4,982 ua. Su excentricidad es 0,252 y la inclinación orbital 172,8 grados. Emplea 6284,56 días en completar una órbita alrededor del Sol.

## Características físicas
La magnitud absoluta de 2005 VD es 14,3.